# گرانگ-آور-سندز
longitudeگرانگ-آور-سندزlatitudeگرانگ-آور-سندز
گرينج-آور-سندز (به انگلیسی: Grange-over-Sands) یک شهرک در بریتانیا است که در انگلستان واقع شده‌است.

## خصوصیات
گرينج-آور-سندز ۴٬۰۴۲ نفر جمعیت دارد.